# Tortula inermis
Tortula inermis là một loài Rêu trong họ Pottiaceae. Loài này được (Brid.) Mont. miêu tả khoa học đầu tiên năm 1832.